# Geodia echinastrella
Geodia echinastrella är en svampdjursart som beskrevs av Topsent 1904. Geodia echinastrella ingår i släktet Geodia och familjen Geodiidae. Inga underarter finns listade i Catalogue of Life.